# Kloké

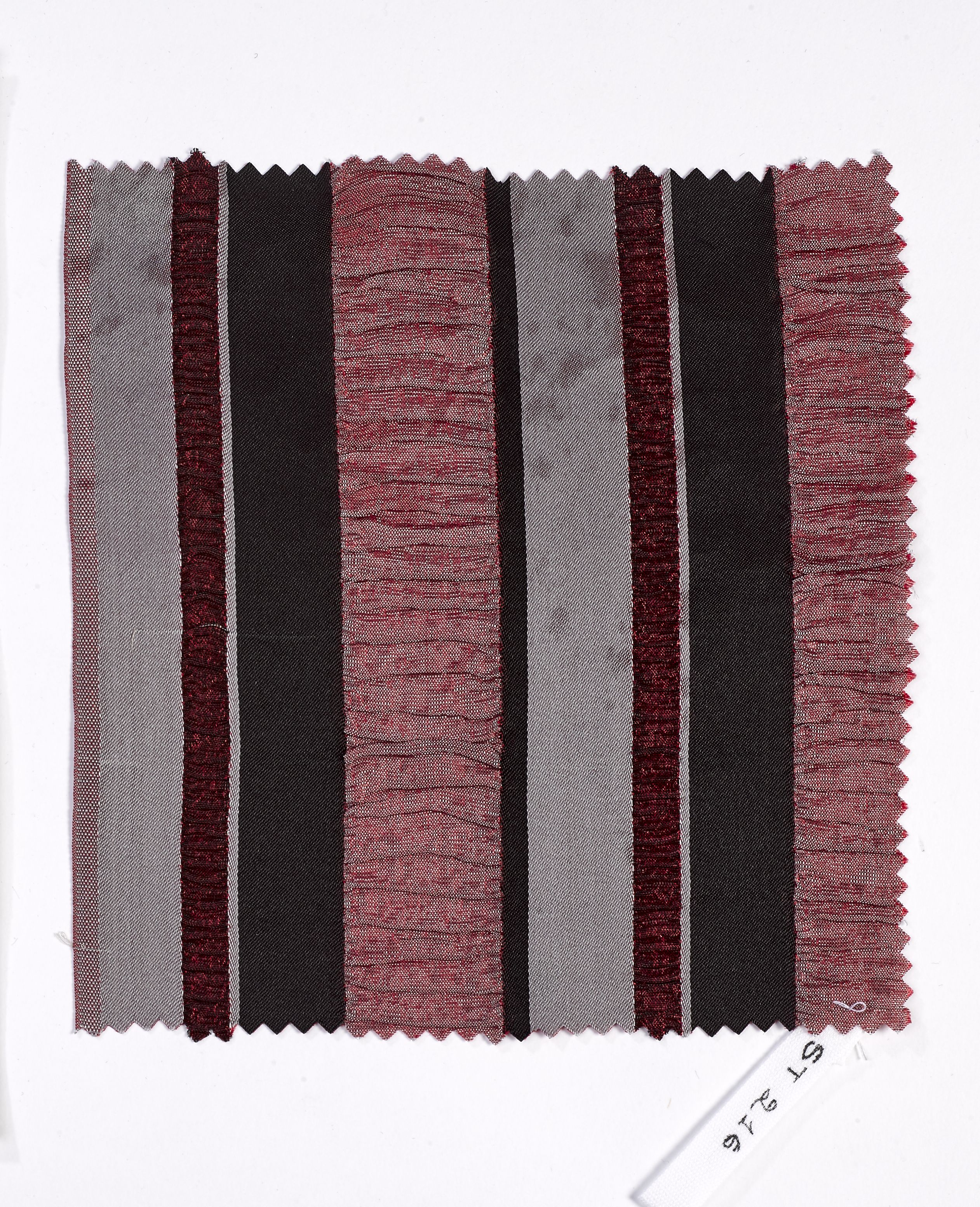
Hedvábné kloké tkané v 50. letech 20. století

Kloké (z franc.: bublina, puchýř) je tkanina se zvráštělou strukturou a (případně) s kapsovitými dutinami.
Specifická struktura tkaniny se dá vytvořit různými vazebními technikami, spojením dvou tkanin chemickými prostředky nebo ražením profilovaných vzorů do tkaniny.
S označením kloké se vyrábí také pleteniny s podobnou strukturou.

## Vlastnosti a použití kloké
Kloké se vyrábí z bavlny, vlny, hedvábí i z umělých vláken. Tkaniny o váze 100–250 g/m² jsou poměrně nemačkavé, charakteristická struktura zůstává i po vyprání.
Použití: Halenky a šatovky (často s elegantním střihem)

## Druhy tkaného kloké
- Pravé kloké sestává ze základní (hladké) tkaniny spojené na rubní straně vazbou s tkaninou z krepové osnovy a útku. Po následné tepelné úpravě se krepové niti smrští a v závislosti na vazbě se na lícní straně dvojité tkaniny tvoří zářezy a (případně) duté vrásky geometrických nebo i nepravidelných tvarů.[3]
- Poloviční kloké je tvořeno jednou osnovou a útky z hladkých a krepových nití. Namísto krepových nití se používá také sráživý syntetický materiál, s kterým se po vysrážení v úpravně tkanin dá dosáhnout podobný efekt. Na žakárových strojích se dá vyrobit podobná struktura i s jednoduchým útkem z elastické příze.
- Nepravé kloké (astrakin) se vyrábí lepením hladké a krepové tkaniny. Lepené kloké má méně výraznou strukturu a je méně trvanlivé.
- Ražené kloké je imitace vyrobená z jednoduché tkaniny kalandrováním s pomocí válce s vyrytými vzory (gaufrování). Tyto výrobky mohou mít velmi rozdílné užitné vlastnosti.

## Pletené kloké
Pletené kloké se vyrábí jako dvouvrstvá zátažná pletenina s obchodním označením jersey cloqué. Používá se na elegantní blejzry a šaty.